# Sfinxul din Bucegi

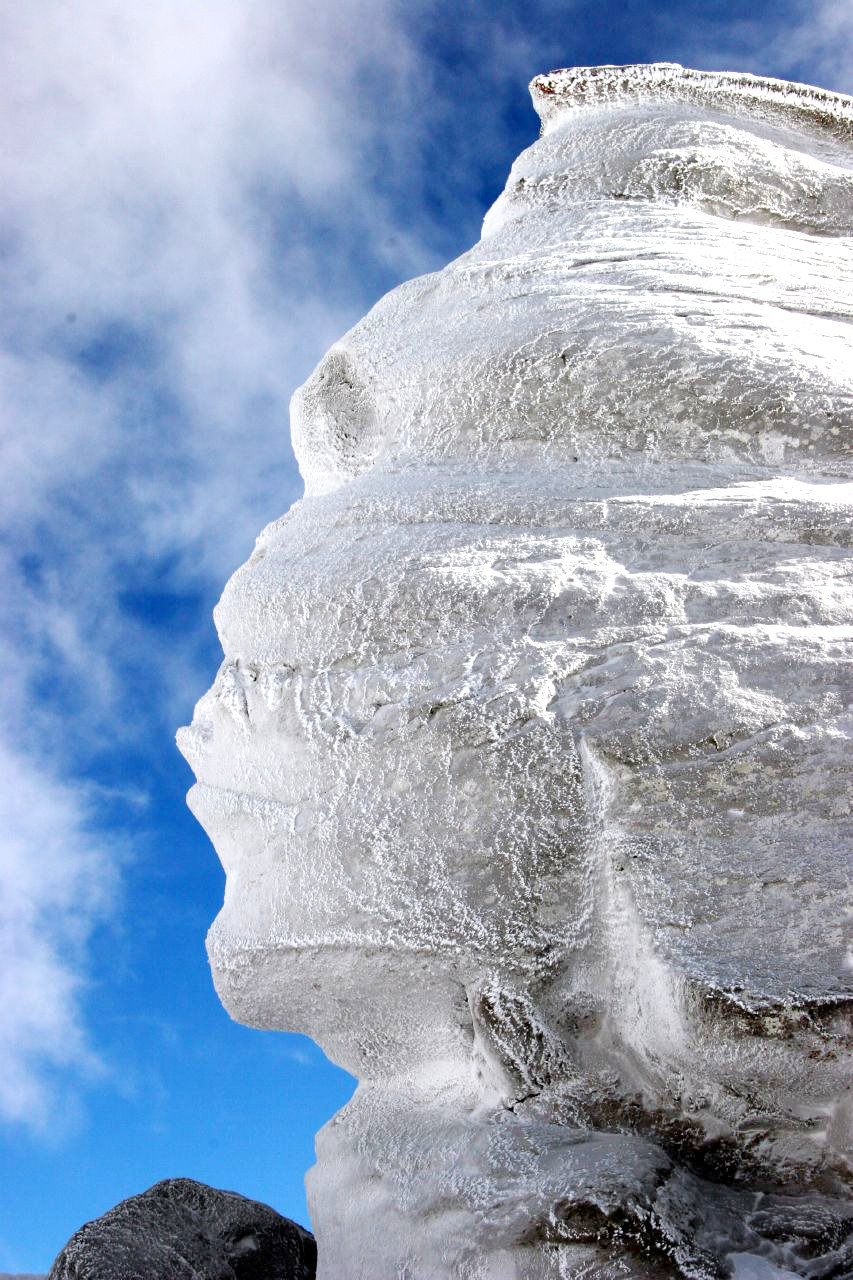
Sfinxul din Bucegi, aflat pe platoul Munților Bucegi, la 2.206 m altitudine, măsoară 8 m în înălțime și 12 m în lățime.

Sfinxul din Munții Bucegi este o formațiune geologică alcătuită din conglomerate, rezultată în urma  dezagregării și eroziunii diferențiate. Acesta este situat la 2.206 m altitudine, în județul Dâmbovița, pe teritoriul administrativ al comunei Moroeni. Originea numelui Sfinxului este datorată asemănării sale cu un cap uman, mai exact cu Sfinxul Egiptean. Format dintr-un bloc mare de piatră ce a căpătat forma de astăzi într-un timp foarte îndelungat, Sfinxul din Bucegi, aflat pe platoul Bucegi, măsoară 8 metri în înălțime și 12 metri în lățime.
Asemănarea sa cu un Sfinx (dacă este privit din anumite unghiuri, marcate în jurul său), cât și legendele și istoria locului, au făcut ca această formațiune geologică să devină o atracție turistică importantă.
În perioada 1966-1968, juristul peruan Daniel Ruzo, observase că Sfinxul seamănă cu chipul principal dintr-un ansamblu sculptat într-o stâncă de pe podișul Marcahuasi, din Peru, numit „Monumentul Omenirii”: «Sfinxul nu reprezintă doar un singur chip, fiind înconjurat de altele, dar din rase diferite, precum și de capul unui câine, care are rol de străjer al unei comori aflată într-o „peșteră a tezaurului” în apropierea Omului». 
În munții României există și alți megaliți care poartă denumirea de sfinx, căpătată invariabil la o dată relativ recentă: Sfinxul de la Stănișoara, Sfinxul de la Piatra Arsă, Sfinxul Lainicilor, Sfinxul Bratocei, Sfinxul Bănățean cunoscut și sub denumirea de „Sfinxul de la Topleț”, Sfinxul de la Pietrele lui Solomon, Sfinxul din Munții Gutâiului etc.

## Originea denumirii
Din cele mai vechi timpuri, oamenii au fost pur și simplu fascinați de această minunăție a naturii. Ca drept dovadă stă mărturie cea mai veche fotografie ce are Sfinxul din Bucegi ca personaj principal. Aceasta datează din anul 1900, când tehnica fotografică era abia la începuturile ei. Luând aceste lucruri în calcul, putem foarte ușor să ne dăm seama cât de importantă a fost această formațiune pentru vizitatori, dacă în acele condiții în care aparatele de fotografiat cântăreau extrem de mult, a existat cineva interesat să o fotografieze. Această fotografie poartă numele de Babele din Caraiman. Prima denumire oficială, ca și Sfinxul din Bucegi, datează din anul 1935 într-un articol al publicației de profil a vremurilor respective ce purta numele de Buletin Alpin. 
Astfel, odată ce această denumire a fost dată, a fost doar un pas până la a deveni oficială. A doua numire în acest sens a megalitului a apărut în Revista „România”, înființată de profesorul Alexandru Bădăuță (1901-1983), prozator, memorialist și eseist și unul dintre întemeietorii Oficiului Național de Turism (în 1936), care, fiind deosebit de pasionat de acest subiect, a descris pentru prima oară acest megalit și l-a denumit „Sfinxul românesc”.

## Accesul spre Sfinxul din Bucegi

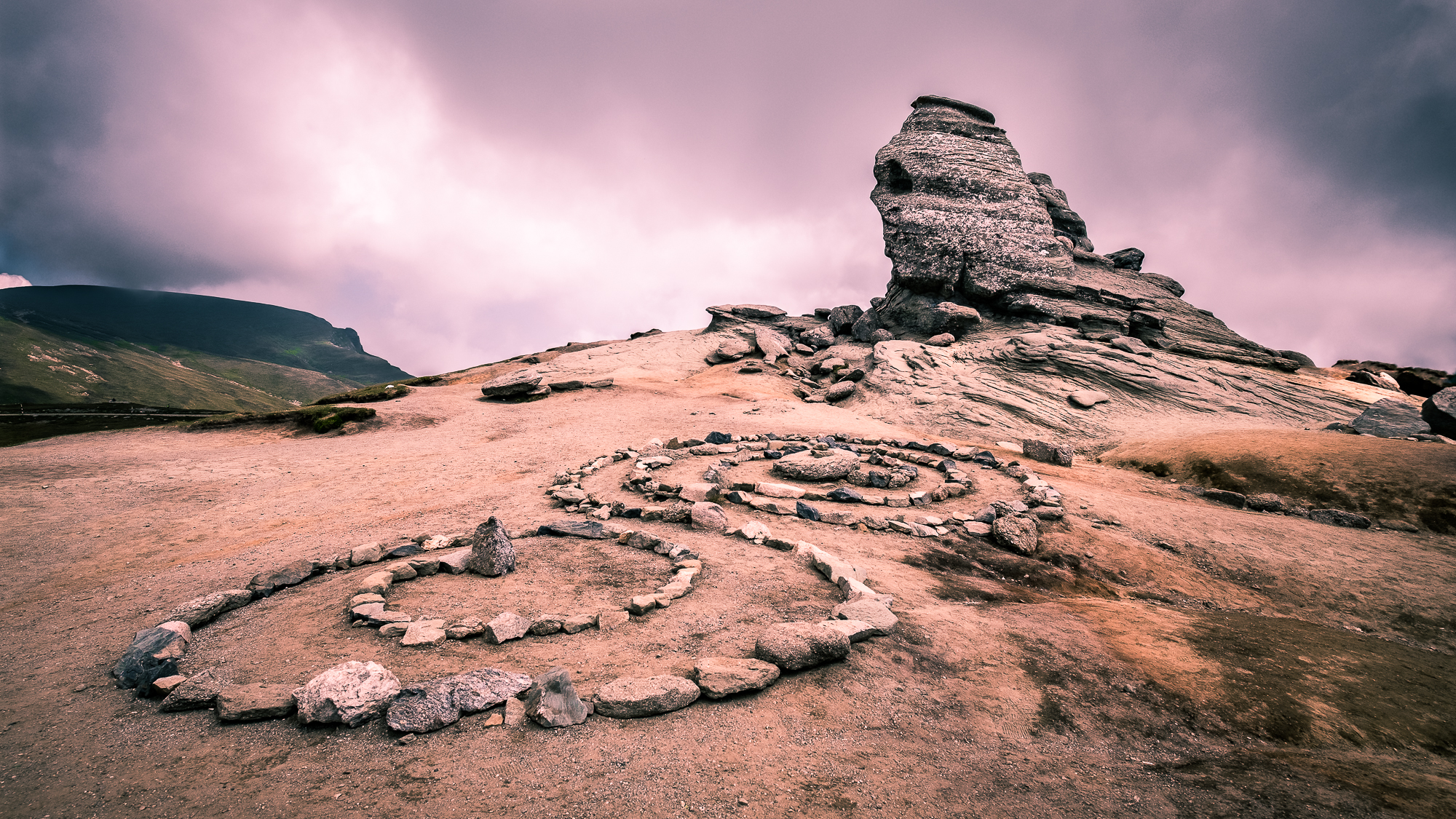
Sfinxul în august 2017

Cea mai simplă cale de acces este cu Telecabina Bușteni – Babele, traseu ce are o lungime de 4.350 m, o diferență de nivel de 1.235 m și este străbătut în aproximativ 15 minute. Telecabina are o capacitate de 25 persoane.
Cabana Babele este cea mai cunoscută cabană din zonă, ea având o capacitate de 108 locuri de cazare. Din Bușteni, drumul de acces către Sfinx este foarte ușor de parcurs, deoarece vom întâlni o potecă marcată cu un triunghi albastru pe văile Urlătoarea Mică și Urlătoarea Mare până în apropierea cantonului Jepi. Acest traseu este recomandat doar pe timp de vară.  Cu toate acestea, în comparație cu majoritatea regiunilor turistice montane unde avem parte de acces dificil, în ceea ce privește Sfinxul din Bucegi, vorbim cu siguranța despre acces relativ simplu, datorită noțiunii de platou, și anume Platoul Bucegi, unde este poziționat.

## Apariție în filme
Sfinxul din Bucegi apare în filmul Dacii (1967), el fiind locul unde este jertfit Cotyso, fiul regelui dac Decebal (87-106 d.Hr.). Această moarte ritualică este inspirată din informațiile lui Herodot (c. 484 - c. 425 î.Hr.) privind religia geților: trimiterea ca sol la Zamolxe a celui mai curat dintre tineri prin aruncarea în 3 sulițe , istoricii neștiind dacă această jertfă se mai aplica și în timpul lui Decebal.
În filmul Haiducii lui Șaptecai (1971 d.Hr.), căpetenia de haiduci Anghel Șaptecai este prinsă de căpitanul de arnăuți Mamulos și dus pe hotarul țării, pe lângă formațiunile muntoase Sfinxul din Bucegi și Babele. În loc să-l ucidă, Mamulos îl trimite însă în Transilvania, amenințându-l că-i va ucide pe toți haiducii dacă Anghel se va întoarce în țară.
De asemenea, acesta este promovat și în noul documentar de la Netflix "Flavours Of Romania".

## Situația legală

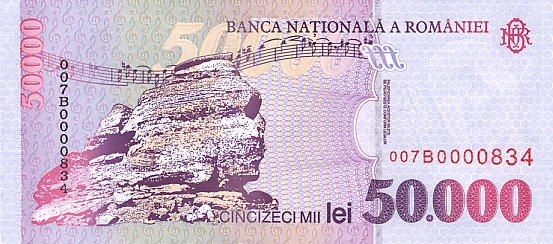
Sfinxul din Bucegi pe reversul bancnotei de 50.000 de lei, emisă în anul 2000.

Din anul 2001, Sfinxul și Babele au făcut obiectul unei dispute în instanță, între județele Prahova și Dâmbovița. Totul s-a terminat cu sentința definitivă pronunțată de Curtea de Apel Pitești, în septembrie 2022, în favoarea județului Dâmbovița.

## Galerie imagini

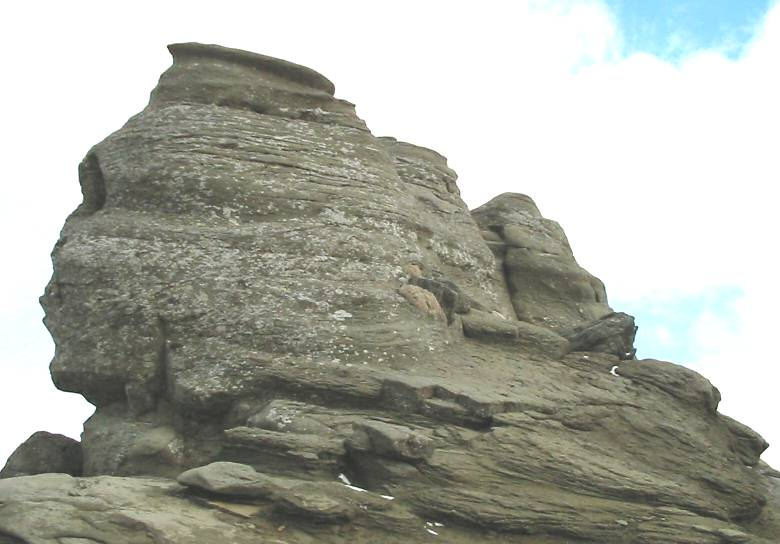
Sfinxul din Munții Bucegi
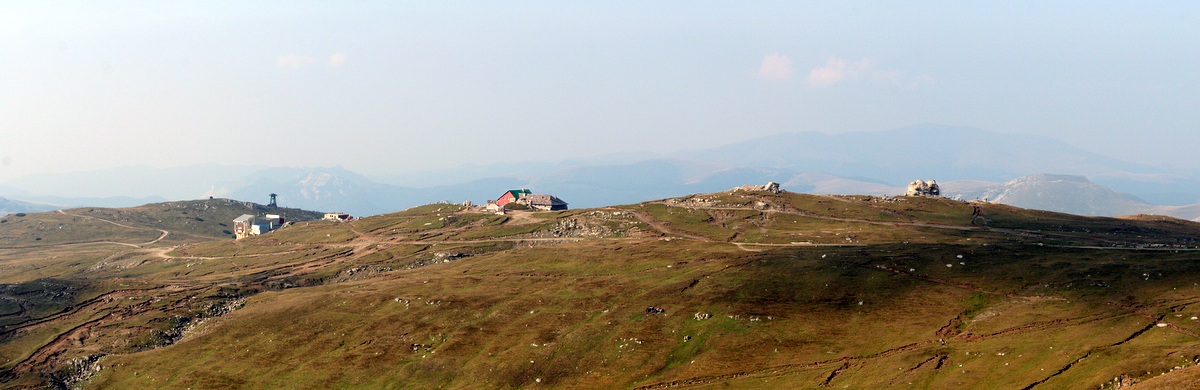
Platoul Bucegi
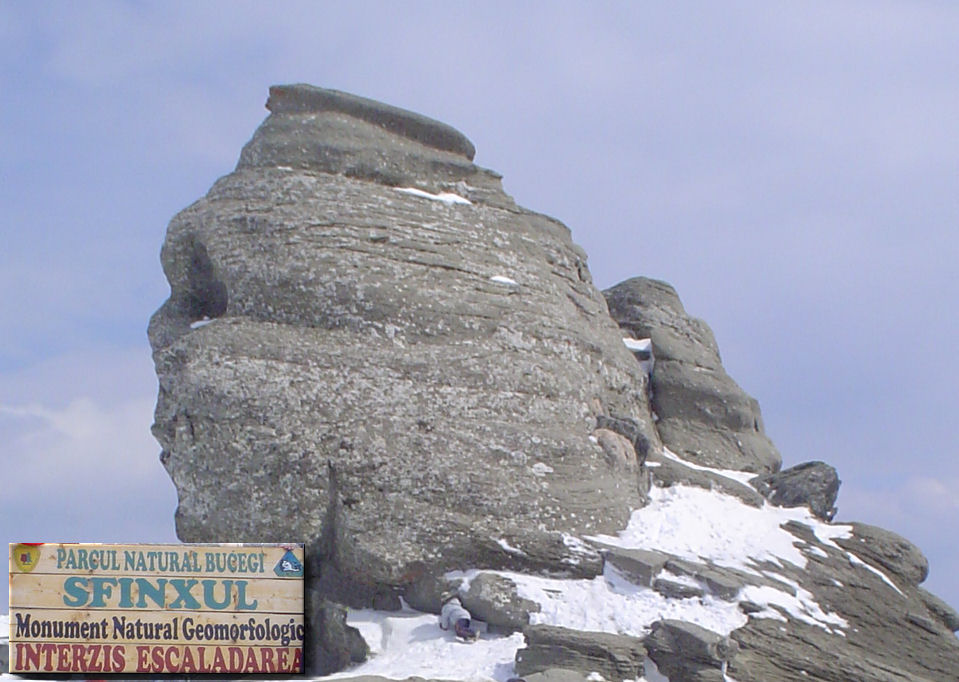
Sfinxul din Munții Bucegi
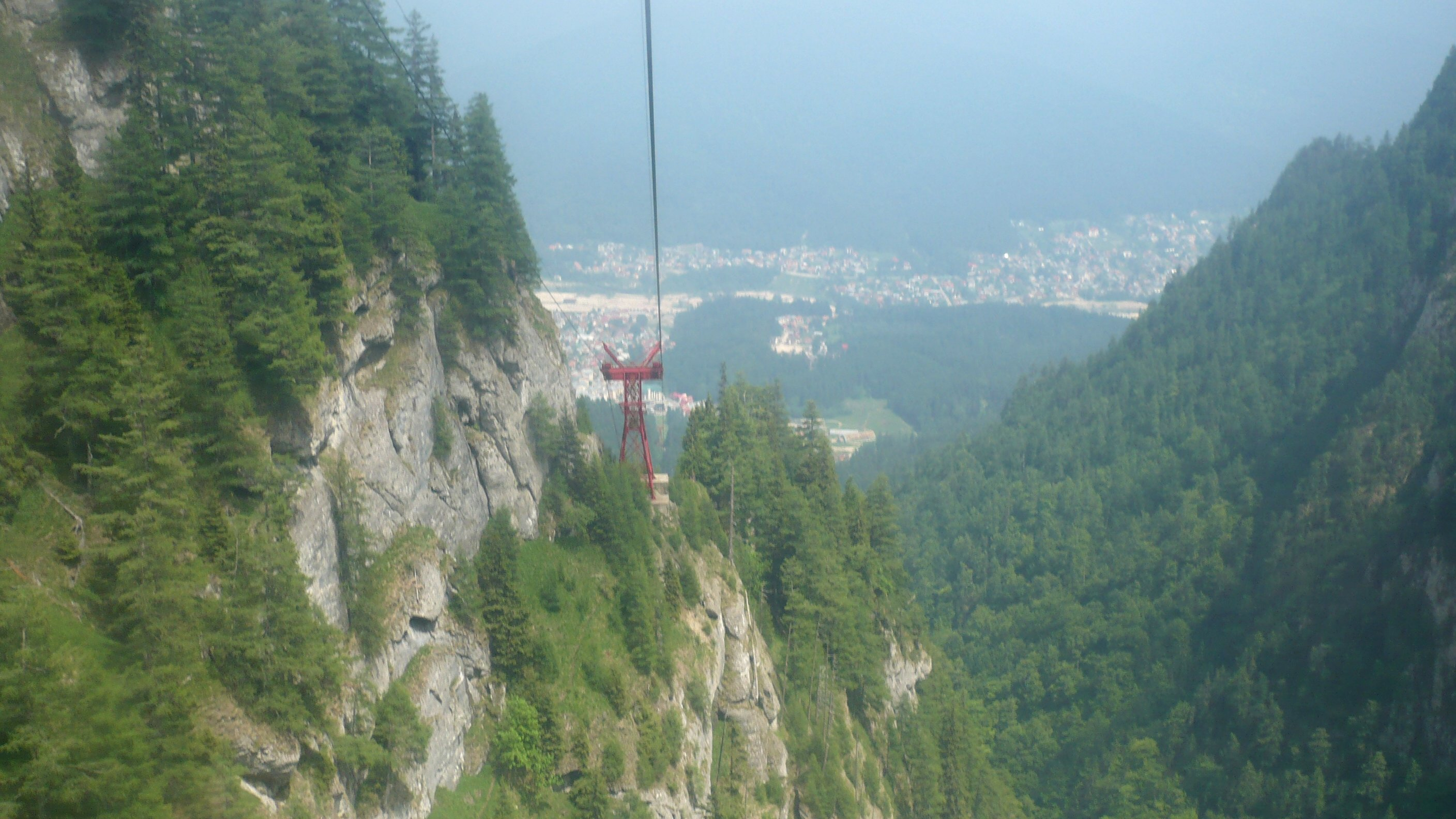
Vedere din Telecabina catre Babele/Sfinxul
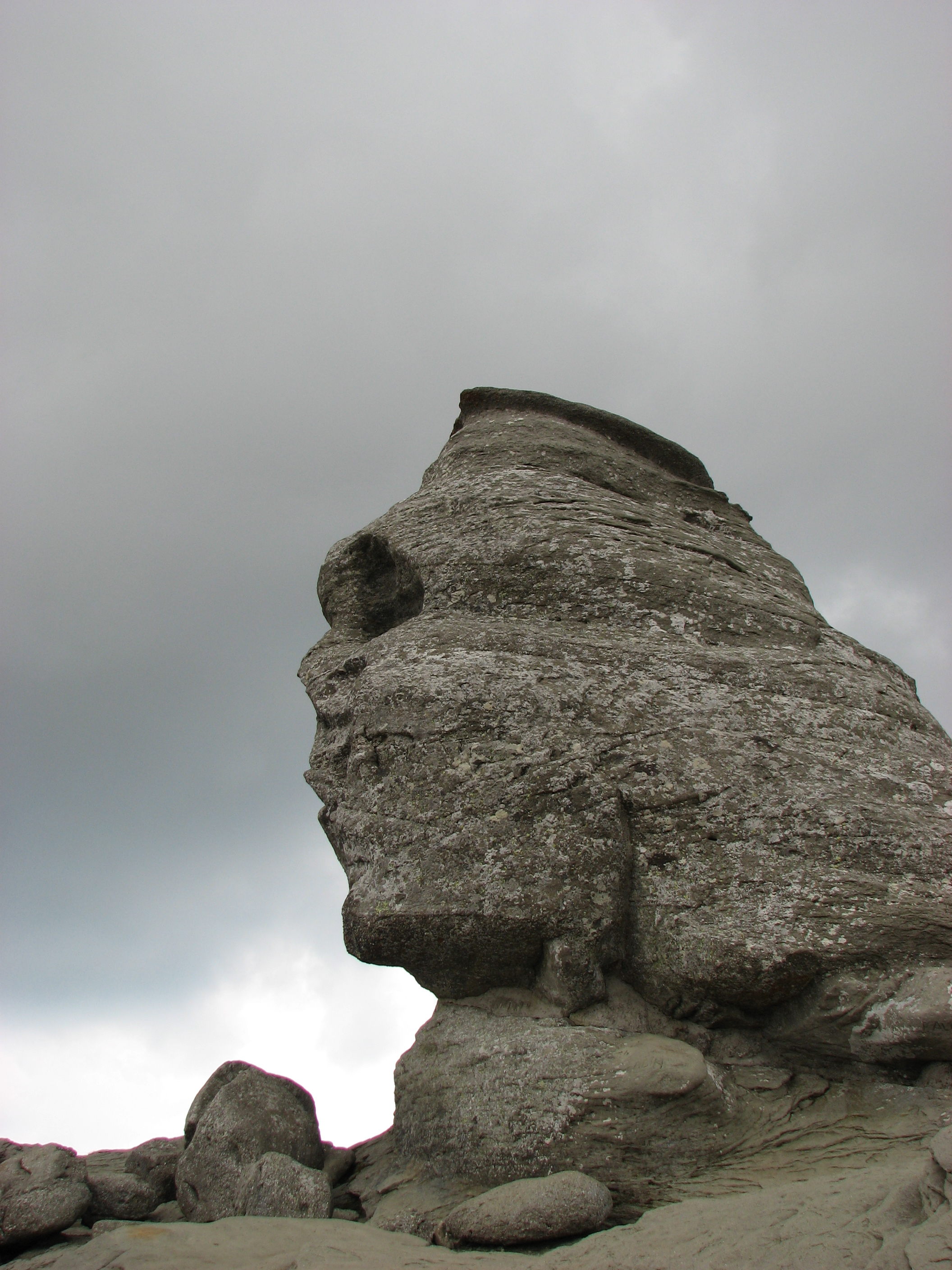
Sfinxul din Munții Bucegi